# Namibijski dolar
Namibijski dolar (ISO kod: NAD) je službena valuta Namibije od 1993. Uobičajena oznaka za tu valutu je $ ili alternativno N$ kako bi se razlikovao od ostalih dolar valuta (USD, HKD, AUD, CAD i sl.). 1 namibijski dolar podijeljen je na 100 centi.

## Povijest
Namibija, zemlja smještena na jugozapadnoj obali Afrike, izborila je nezavisnost od svojeg snažnog susjeda, Južnoafričke Republike 1990. Zemlja je u razdoblju od 1920. do 1990. bila po vlašću JAR-a te se kao službena valuta zemlje koristio južnoafrički rand. Tri godine nakon što je Namibija stekla nezavisnost, uveden je namibijski dolar kao novo službeno platežno sredstvo u zemlji.
Južnoafrički rand je i dalje uz namibijski dolar platežno sredstvo, te je N$ vezan uz rand, a te dvije valute na lokalnoj razini mogu biti razmijenjene u omjeru 1:1. Namibija je s JAR-om bila članica zajedničkog monetarnog saveza od nezavisnosti 1990. do uvođenja namibijskog dolara 1993.
1990. godine napravljeni su prvi potezi kako bi se južnoafrički rand zamijenio s novom namibijskom valutom. Za novu valutu je predloženo ime kalahar, kao aludacija na pustinju Kalahari, koja se nalazi na istoku Namibije. Središnja namibijska banka promijenila je ime u Nabibijska banka rezervi. Planirano je uvesti apoene od 2, 5, 10 i 20 kalahara. Novčanica od 20 kalahara izdana je u dvije različite verzije. Međutim, planovi o kalaharu u konačnici nisu realizirani.
Središnja namibijska banka izdala je 15. rujna 1993. prvu novčanicu namibijskog dolara, dok su u prosincu iste godine u optjecaj puštene prve kovanice.
Kovanice u optjecaju su:
- 5 centi,
- 10 centi,
- 50 centi,
- 1 dolar i
- 5 dolara

Kovanice su se kovale 1993., 1996., 1998., 2000., 2002., 2008. i 2009. godine. Kovanice od centa izrađene su od čelika i nikla, dok su kovanice od dolara izrađene od mjeda.
Novčanice u optjecaju su:
- 10 N$,
- 20 N$,
- 50 N$,
- 100 N$ i
- 200 N$.

Na svim novčanicama namibijskog dolara prikazan je Hendrik Witbooi, glavni vođa namibijskih pobuna protiv njemačke kolonijalne vlasti na prijelazu iz 19. u 20. stoljeće.

## Dolar ili marka?
Tokom faze planiranja o uvođenju nove nacionalne valute u Namibiji, koja bi zamijenila južnoafrički rand, novoosnovana Središnja namibijska banka iskovala je u limitiranoj količini kovanice u namibijskim dolarima i namibijskim markama. Te kovanice dane su na razmatranje tamošnjem Ministarstvu financija.
Ta limitirana serija sastojala se od kovanica od 1 marke i dolara (oboje od bakra i nikla) te kovanice od 10 maraka i dolara (oboje od srebra). Na kovanicama od marke, prikazan je lav koji sjedi, a na kovanicama od dolara Bušman s lukom i strijelom. Sve kovanice u apoenu od 1, imale su natpis "PROBE" / "ESSAI" (hrv. dokaz). Na kovanicama od jedne marke i dolara nalazio se stari grb Namibije s natpisom NAMIBIA oko grba te dva klipa kukuruza.
Kovanice od 10 maraka i dolara, imale su natpis "INDEPENDENCE" / "UNABHÄNGIGKEIT" (hrv. nezavisnost).
Odabrane su kovanice od dolara, te su zajedno s random počele cirkulirati u financijskom prometu 1990. godine. Sve predložene kovanice ušle su 2005. u Krause-ovu zbirku neobičnih kovanica na Svijetu.

## Pola britanske funte
Namibijski dolar nije "potomak" starog španjolskog novca (eng. pieces of eight), kao što je to američki dolar (USD), kanadski dolar (CAD) ili istočnokaripski dolar. Namibijski dolar je zapravo pola britanske funte. Kada su u Južnoj Africi 1961. godine uveli decimalni sustav u novčanom prometu, odlučeno je da se koriste jedinice od pola funte u odnosu na funtu kao obračunsku jedinicu.
Slični primjerci dolara koji nemaju povezanost sa starim španjolskim dolarom su australski dolar, novozelandski dolar, kajmanski dolar, fidžijski dolar, jamajčanski dolar, rodezijski dolar, zimbabveanski dolar i salomonskootočni dolar.
Primjerci dolara koji su u direktnoj vezi sa španjolskim dolarom su američki dolar, kanadski dolar, newfoundlandski dolar, istočnokaripski dolar, belizejski dolar, gvajanski dolar, bermudski dolar, bahamski dolar, trinidadtobaški dolar, barbadoski dolar, hongkonški dolar, straits dolar, malezijski dolar, singapurski dolar i brunejski dolar.

## Valutni tečaj
| Yahoo! Finance: | AUD CAD CHF EUR GBP HKD JPY USD |
| XE.com:         | AUD CAD CHF EUR GBP HKD JPY USD |

## Vanjske poveznice
- Namibijska narodna banka